# Fascia spermatica interna
La fascia spermatica interna, conosciuta anche come tonaca vaginale comune e fascia infundibuliforme, è una sottile tunica lassa che avvolge il funicolo spermatico, prosecuzione verso il basso della fascia transversalis.

## Altre immagini

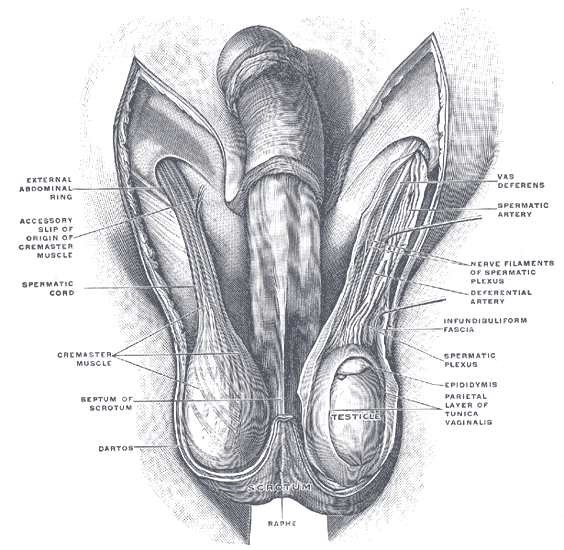
Lo scroto.
Disegno schematico di una sezione trasversale attraverso il processo vaginale.